# Poçan
Poçan (en francès Poussan) és un municipi occità, del Llenguadoc, situat al departament de l'Erau i a la regió d'Occitània.